# Regiebetrieb (Gebietskörperschaft)
Der Regiebetrieb ist eine Betriebsform der öffentlichen Betriebe und Verwaltungen von Gebietskörperschaften (Gemeinden, Gemeindeverbänden, Zweckverbänden, Ländern, Bund). Er ist die älteste Organisationsform kommunaler Unternehmensaktivitäten in Deutschland und Österreich. Regiebetriebe sind unmittelbarer Teil der öffentlichen Verwaltung.

## Deutschland
Regiebetriebe sind häufig kommunale Unternehmen. Sie sind dabei eine besondere öffentlich-rechtliche Unternehmensform auf der Grundlage der Gemeindeordnungen bzw. der Kreisordnungen der Bundesländer. Sie dienen der wirtschaftlich geprägten Erfüllung öffentlicher Aufgaben.
Auch in den deutschen Bundesländern selbst gibt es Regiebetriebe. Sie sind ebenso rechtlich unselbständige Teile der jeweiligen Landesverwaltungen.

### Rechtlicher Status
Kommunale Regiebetriebe sind vollständig in Gemeinde- oder Kreisverwaltungen integrierte Struktureinheiten und rechtlich, organisatorisch sowie auch haushalts- und finanzwirtschaftlich der kommunalen Hoheitsgewalt unterstellt. Sie besitzen – anders als die Eigenbetriebe – keine eigenen Organe und führen keinen selbständigen Stellenplan. Mangels Rechtspersönlichkeit ist der gesetzliche Vertreter von Regiebetrieben der (Ober-)Bürgermeister der Trägerkörperschaft.
Regiebetriebe sind in eine um die Kostenrechnung erweiterte Buchführung nach dem Bruttoprinzip mit allen Einnahmen und Ausgaben im Haushalt der kommunalen Gebietskörperschaft veranschlagt und eingebettet in den Haushaltsvollzug. Sie besitzen kein abgegrenztes Betriebsvermögen, sondern sind in die gemeindliche Haushaltspraxis eingeordnet. Die hoheitliche Einflussnahme der Gebietskörperschaft ist bei dieser Organisationsform jederzeit auf direktem Wege umfassend gewährleistet. Der laufende Betrieb wird „regelmäßig von einem Amtsleiter unter Aufsicht des zuständigen Dezernenten geführt“.
Wie die ihn führende Kommune ist der Regiebetrieb insolvenzunfähig. Regiebetriebe sind rechtlich unselbständige Einheiten der Trägerkörperschaft, die finanzwirtschaftlich kein Sondervermögen der Gemeinde darstellen, sondern in die Haushaltswirtschaft des Gemeindehaushalts der Trägerkörperschaft integriert sind. Demgemäß fließen Einnahmen der Regiebetriebe – anders als bei Eigenbetrieben – unmittelbar in den kommunalen Haushalt, und Ausgaben werden unmittelbar aus dem Haushalt der Trägerkörperschaft bestritten. Ein Verlustvortrag beim Regiebetrieb ist unter diesen Umständen nicht möglich. Vielmehr gilt der Verlust im Jahr der Entstehung des Verlustes als durch Einlagen der Gemeinde ausgeglichen, ein Verlustvortrag ist mangels finanzwirtschaftlicher Verselbständigung des Regiebetriebes nicht möglich. Bei Regiebetrieben kann der Verlust nicht vorgetragen werden. In Höhe des Verlustes liegen vielmehr Einlagen vor, die dem Einlagekonto gutzuschreiben sind.

### Steuerliche Behandlung
Auch wenn eine organisatorische Abgrenzung des Regiebetriebes von der Träger- bzw. Gebietskörperschaft nicht vorhanden ist, mangelt es aus steuerlicher Sicht im Regelfall nicht am Kriterium Einrichtung im Sinne von § 4 KStG. Die Annahme eines Betriebes gewerblicher Art (BgA) ist insofern nicht auszuschließen. Die Gewinne eines Betriebs gewerblicher Art ohne eigene Rechtspersönlichkeit (Regiebetrieb) sind unter bestimmten Voraussetzungen Einkünfte aus Kapitalvermögen der Träger- bzw. Gebietskörperschaft (§ 20 Abs. 1 Nr. 10b EStG) und unterliegen dem Kapitalertragsteuerabzug (§ 43 Abs. 1 Nr. 7c EStG). Verluste, die ein Regiebetrieb erzielt, gelten als im Verlustjahr durch die Träger- bzw. Gebietskörperschaft ausgeglichen. Ein Verlustvortrag ist demnach grds. nicht möglich.
Eine weitere Abgrenzung bietet die Auslegung des Stromsteuergesetzes. Der deutsche Bundesfinanzminister wies mit Schreiben vom 20. Januar 2000 darauf hin, dass aufgrund der fehlenden „hinreichenden Selbständigkeit gegenüber der Gebietskörperschaft“ keine Möglichkeit bestehe, kommunale Regiebetriebe als Unternehmen im Sinne des § 2 Ziff. 4 StromStG anzusehen.

### Zweck
Der Regiebetrieb ist hauptsächlich für kleinere Struktureinheiten gedacht. Waren mal fast die Hälfte (45 %) der 155 Theater in Deutschland  als Regiebetrieb geführt, einer Organisationsform, bei der der Einfluss von Politik und Verwaltung tendenziell am größten ist, sind es heute nur noch rund 20 %. Auch Krankenhäuser können als Regiebetriebe organisiert sein, doch kann durch die enge Verzahnung mit der öffentlichen Verwaltung ein Interessenkonflikt zu ihren medizinischen Aufgaben entstehen. Krankenhäuser sind überwiegend (44 %) als GmbH organisiert, nur 7 % sind Regiebetriebe. Auch Museen, Stadtbüchereien oder Kindergärten kommen in Frage, ferner Friedhof, städtischer Bauhof, Schwimmbad oder Fuhrpark. Kommunale Photovoltaikanlagen können wegen umsatzsteuerlicher Vorteile als Regiebetrieb geführt werden. Falls ein Regiebetrieb eine bedeutende Betriebsgröße erreicht, kann die Trägerkommune im Rahmen ihrer kommunalen Selbstverwaltung auch Ausgliederungen in eine Anstalt des öffentlichen Rechts oder in private Rechtsformen (GmbH, AG) vornehmen.

## Österreich
Ein Regiebetrieb ist in Österreich eine rechtlich unselbständige Anstalt des öffentlichen Rechts auf kommunaler und staatlicher  Ebene, die haushaltsrechtlich, rechnungstechnisch, organisatorisch und personell unselbständiger Teil des übrigen Vermögens der Kommune bzw. des Staates ist. Der Regiebetrieb bildet auch in Österreich lediglich eine Abteilung der allgemeinen Verwaltung. Er benötigt keine Form der Gründung.

## Schweiz
Regiebetriebe sind öffentliche Betriebe und Anstalten mit Aufgaben im öffentlichen Interesse. Sie werden vom Staat in eigener Regie betrieben und sind Teil der dezentralen Bundesverwaltung, oft sind sie mit einem staatlichen Monopol verbunden. Sie sind unterschiedlich stark in der Verwaltung eingebunden. Ursprünglich gehörten die Eidgenössische Alkoholverwaltung, die Rüstungsbetriebe (Eidgenössische Munitionsfabrik Thun, Eidgenössische Munitionsfabrik Altdorf (UR), Eidgenössische Konstruktionswerkstätte, Eidgenössische Flugzeugwerk, Eidgenössische Waffenfabrik Bern, Pulverfabrik Wimmis, Elektrizitätswerk Thun, die diversen Militärwerkstätten), die PTT (Postbetriebe), die SBB, die Eidgenössische Münzstätte sowie die Pulververwaltung etc. zu den Regiebetrieben.
Mit den Ideen von der öffentlichen Reformverwaltung und der Deregulierung sind die meisten Regiebetriebe ab Mitte der 1990er Jahre aufgehoben oder in Aktiengesellschaften (zum Bsp. RUAG, Swisscom) oder öffentlich rechtliche Aktiengesellschaften (SBB) umgestaltet worden.
In den Kantonen gibt es andere, unterschiedliche Regelungen für die kantonalen Regiebetriebe.